# Towhidi Tabari
Pour les articles homonymes, voir Tabari (homonymie).
 (juillet 2025).
Si vous disposez d'ouvrages ou d'articles de référence ou si vous connaissez des sites web de qualité traitant du thème abordé ici, merci de compléter l'article en donnant les références utiles à sa vérifiabilité et en les liant à la section « Notes et références ».
Towhidi Tabari (en persan توحیدی طبری ; né le 15 juin 1964 à Babol en Iran) est un artiste plasticien spécialisé dans la calligraphie, la peinture et l'enluminure. Collectionneur d'art persan et islamique, il réside et travaille à Paris depuis 2001. 
Il est membre de la Société des calligraphes iraniens (en), de l'Association internationale des arts plastiques UNESCO , ancien membre de La Maison des artistes La France et ancien membre du Centre des arts plastiques du ministère iranien de la Culture.

## Biographie
Towhidi Tabari apprend la calligraphie persane dès l'âge de 14 ans auprès de Mohammad Zaman Ferasat et de Mehdi Fallah Moghadam dans sa ville natale de Babol. À 19 ans, il rejoint l'institut de la Société des calligraphes iraniens à Téhéran, où il suit l'enseignement des maîtres Gholam Hossein Amirkhani (en) et Yadollah Kaboli Khansari (en), et développe son propre style. Il acquiert le titre de maître de calligraphie en 1995, tout en étudiant les beaux arts, les arts graphiques et les arts traditionnels iraniens.
Chef calligraphe et designer au département de design graphique de l'Iran Aircraft Industries durant six ans, il est également professeur de calligraphie au Jahad Daneshgahi (faculté d'art plastique de l'Université de Téhéran) et professeur d'histoire de l'art dans plusieurs lycées de Téhéran, dont le lycée Osweh.
L'art contemporain occidental a un profond impact sur sa création artistique à partir de 2003, après un long séjour à la Cité internationale des arts à Paris, où il côtoie des artistes venus de différents pays du monde, donnant naissance à un style plus abstrait imprégné d'éléments de l'art traditionnel persan.
Jusqu'en 2007, son œuvre est encore imprégnée de l'héritage de la calligraphie persane de style Nasta`liq et Shekasteh, depuis, ses créations ont évolué vers une abstraction de plus en plus forte, jusqu'à dénuer les lettres de sens. La lecture des caractères passant par les couleurs, les formes et les mouvements.
Issu d'un milieu cultivé d'artistes et collectionneurs d'art persan et islamique, il est devenu lui-même collectionneur d'art dès 1980, particulièrement de manuscrits, enluminures, calligraphies et livres anciens, et conseille de nombreux commissaires priseurs et experts.

## Expositions
Depuis sa première exposition collective en 1986, qui a marqué le début de sa carrière, Towhidi Tabari a organisé plus de 60 expositions individuelles en Amérique, Asie, Europe et en Iran et a aussi participé à plus de 100 expositions collectives, nationales et internationales. 
- 1986 Les Calligraphes Contemporains de la province du Mazandaran, Iran.
- 1987 Congrès National de Calligraphie, Ramsar, Iran
- 1989 Noushirvani Institut de Technologie, Babol
- 1992 Daryabeygui Galerie, Téhéran
- 1993 Zarrabi Galerie, Téhéran
- 1995 Daryabeygui Galerie, Téhéran
- 1996 Art Galerie, Babol
- 1997 Centre Culturel Avicenne, Téhéran
- 1998 La Maison d'Iran, Paris, France
- 1999 Musée d'art contemporain de Téhéran, Teheran[3]
- 1999 Centre Culturel Syrien, Paris, France
- 1999 Bibliothèque Nationale de France François Mitterrand en commémorations de Hafez
- 2000 Centre Culturel Iranien, Paris
- 2002 Académie Libanaise des Beaux-Arts[4], Tripoli, Liban
- 2002 Grande Mosquée de Paris
- 2003 Cité Internationale des Arts[5], Paris
- 2003 Médiathèque d'Issy-les-Moulineaux, France
- 2004 Bibliothèque nationale de Croatie[6],[7],[8], Zagreb, Croatie
- 2004 Salle André Malraux, Yerres, Île-de-France
- 2005 Exposition des œuvres basées sur la poésie du poète Rumi[9],[10],[11], Centre Culturel Iranien, Paris
- 2005 Exposition à l'occasion du Nowruz (nouvel an iranien), Cesson Sevigné[12]
- 2006 Nuit Blanche édition 2006[13], Archives Nationales de Paris, France
- 2007 Exposition à la ville de Cogolin-Sainte Maxime[14], Côte d'Azur
- 2007 Festival de Calligraphie, Théoule-sur-Mer, Cannes[15]
- 2007 Centre Culturel de Courbevoie[16], Île-de-France
- 2008 Louvre des antiquaires - Business Pavillon, Paris-Ispahan.
- 2008 Centre Culturel Syrien, Paris, France, avec ses Lélèves.
- 2009 Espace Le Scribe l'Harmattan - Paris, Centre Culturel. ARTISTE DE MONDE.
- 2010 Espace Le Scribe l'Harmattan - Paris, Expo. individuelle.
- 2010 Invité d'honneur par "F.E.M" soirée " TROPHÉES 2010 " l'Assemblée nationale. Paris
- 2014 Exposition à l'ICAM[17].

## Enseignement, école de calligraphie et d'enluminure
En avril 2002, il fonde l'ECEPT la première école de calligraphie et d’enluminure persanes en France, plus de 1000 élèves de toutes nationalités y ont suivi son enseignement. Le niveau d’excellence atteint par les meilleurs diplômés de cette école leur a permis de participer à différentes expositions, au centre culturel d’Iran en 2003, à l’auditorium Saint-Germain en 2004, au centre culturel d'Orléans en 2005, au centre culturel Syrien à paris en 2008. 
L’école est ouverte à tous les élèves qui souhaitent assister à ces cours, pour une session de onze semaines ou une formation complète sur plusieurs années. Une vingtaine d’élèves ayant suivi régulièrement le cursus depuis la fondation de l’école ont obtenu leur diplôme.

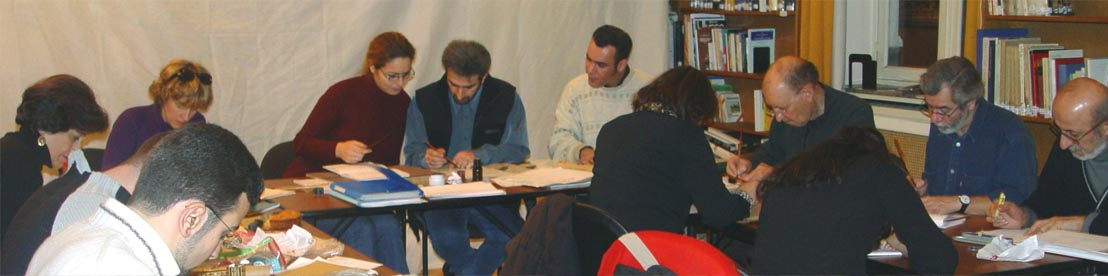
Cours de calligraphie et enluminure

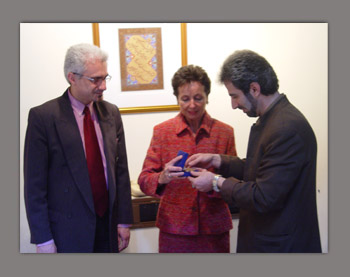
Remise de la Médaille Caillebotte, Yerres, 2004

## Prix
Primé dans plusieurs festivals nationaux et internationaux : 
- Prix du Festival Towhid, Centre culturel Bahman, Téhéran, Iran, 1997,
- Certificat du Musée d'art contemporain de Téhéran,Iran, 1999,
- Prix du Festival d'Arts sacrés Islamiques, Ministère de la Culture Iranien, 2000,
- Diplôme et médaille de l’École des Beaux-Arts du Liban, 2002,
- Médaille Caillebotte de la ville de Yerres, 2004,
- Certificat de l'Académie de Beaux-Arts de Zagreb, Croatie, 2004.

## Publications
- Calligraphies et enluminures persanes sur les thèmes : Poésie persane, Coran, Poésie arabe et française pour différents éditeurs en Iran et en France.
- Ouvrages consacrés à la calligraphie persane, 1992.
- Posters et cartes postales édités en France et en Iran, 1998 et 2010.
- Manuscrit au sujet du Coran, édité à Téhéran en 1999.

## Conférence
- Académie des Beaux Arts[19] de Zagreb, Croatie, 2004

## Graphisme
Towhidi Tabari a aussi travaillé comme graphiste ; il a dessiné plus de 50 affiches, posters, logos et couvertures de livres.
- "Shiraz: Paradis Persan" - affiche, catalogue et invitations; Asnières-sur-Seine, France.
- "Regard Persan": Exposition d'Art Persan (affiche et catalogue), Neuilly-sur-Seine, France.
- Festival Hafez - affiche, catalogue and invitations, Palais de la découverte, Paris, France.
- Celebration de Hafez, affiche, catalogue et invitations, Château de Versailles, France.
- "Hanooz", livre de poèmes de Mohammad Mokri, couverture, Paris, France.
- "400 questions sur l'Islam", livre de Hassan Ferechtian, couverture, Paris, France.